# هافانا (أغنية)
هافانا هي أغنية سجلتها المغنية الكوبية الأمريكية كاميلا كابيو وتضم غناء ضيوف من مغني الراب الأمريكي يونغ ثوغ. تم إصداره في 3 أغسطس 2017 ، مع "OMG" ، من ألبومها الفردي لأول مرة كاميلا (2018). في أغسطس 2017 ، أكدت كابيو أن الأغنية هي الأغنية الفردية الثانية للألبوم. تم خدمتها للإذاعة في 8 سبتمبر 2017. نظرًا لنجاحها المتزايد ، أصبحت «هافانا» لاحقًا الأغنية الرسمية الوحيدة لكاميلا ، لتحل محل «البكاء في النادي». في نوفمبر 2017 ، تم تحميل نسخة ريمكس من الأغنية مع مغني الراب البورتوريكي دادي يانكي إلى صفحة يوتيوب في كابيلو. تُغنى الأبيات الأولى من ريمكس بالأسبانية بينما يحل دادي يانكي محل آية يونغ ثوغ.